# Cosmosoma klagesi
Cosmosoma klagesi là một loài bướm đêm thuộc phân họ Arctiinae, họ Erebidae.